# 胸腺肽
胸腺肽（又稱胸腺多肽、胸腺激素、胸腺素，英文：Thymosins）是胸腺所分泌的蛋白質，為一群多肽和蛋白質激素，屬於小分子多肽，能在動物組織中發現，這些蛋白質被稱為胸腺肽是因為剛開始被發現於胸腺中，但最近在許多器官組織中也發現它們的存在。胸腺肽具有不同的生物結構，目前已知有胸腺肽α1、胸腺肽β族（胸腺肽β4）。胸腺所产多肽激素还有胸腺生成素、血清胸腺因子。

## 功能應用
胸腺肽藉由刺激表皮層中的表皮細胞（keratinocyte）產生GM-CSF(白血球刺激因子)。GM-CSF 會刺激白血球中顆粒球的生成，使得免疫力的增強，並可促進T細胞分化成熟，即誘導幹細胞轉變為T細胞，並進一步分化成熟為各型成熟T細胞（mature T cells）；並能促使萎縮、退化的淋巴細胞活化、再生、增殖；在血液循環中還可以增強T細胞的活性，能夠消滅外來侵犯物質。除此之外胸腺肽還有許多作用。它能抑制運動神經末梢合成和釋放乙醯膽鹼（一種重要的神經介質），能抑制運動神經的興奮。
還發現胸腺肽與衰老有關，表皮細胞會產生角蛋白以及各种细胞质蛋白cytoplasmic proteins，這些蛋白質對於形成細胞骨架以及皮膚保護的功能都有相關性，隨著年紀的增長，表皮細胞的功能變差，分泌減少，皮膚變薄。進而形成皺紋，出現老化的現象。藉由胸腺肽的刺激，會使的表皮細胞活化，達到抗衰老的功效。
目前胸腺肽主要用途對抗病毒、延緩衰老和癌症等疾病的治療。

## 医用制剂
1. 胸腺法新（thymalfasin）是纯胸腺肽α1，美国Sciclone（赛生）制造。广泛在发展中国家用于抗病毒用途。曾被FDA视为孤儿药，但长期未取得能满足FDA要求的III期临床试验结果，因此未在美国获批。
2. 胸腺五肽（thymopoietin pentapeptide, thymopentin, TP-5）实际上不是胸腺肽，而是取了胸腺生成素的有效序列单独合成。
3. “胸腺肽”是纯化的胸腺提取物。
4. 胸腺肽β4有尝试用于抗衰老，也在体育兴奋剂丑闻中有涉及到。

其中前三种都在中国被批准过，习惯用于“辅助”抗病毒和抗癌，甚至常有患者要求“预防性”用药。2011年，美国按照海外反腐败法宣布调查赛生公司在中国的送礼和“赞助”手段。2016年，《南方都市报》发表《美国赛生制药在华销售伎俩：尝试给政府人员好处费》，矛头直指赛生公司。这三种药曾经纳入过中国新冠指南，但在下一版时已发现无效被剔除。胸腺五肽在2019年纳入第一批国家重点监控合理用药药品目录。2023年1月9日，胸腺肽被加警示语。
没有任何一种在美国获批。